# Данчишин Леонід Тимофійович
Леонід Тимофійович Данчишин (22 липня 1932, с. Ріпна, Хмельницька область — 6 листопада 2014, Київ) — радянський і український актор. Член Національної спілки кінематографістів України.
Закінчив Київський державний інститут театрального мистецтва ім. І. Карпенка-Карого (1958).
Працював на Київській кіностудії ім. О. П. Довженка.

## Фільмографія
Знімався у кінокартинах:
- «Киянка» (1958, робітник),
- «Повія» (1961, Федір),
- «Серед добрих людей» (1962, епіз.),
- «Три доби після безсмертя» (1963),
- «Загибель ескадри» (комітетник),
- «Над нами Південний Хрест» (1965),
- «Експеримент лікаря Абста» (1968, епіз.)
- «Незручна людина» (1978)
- «Брати Ріко» (1980, епіз.) та ін.